# Ósmosis forzada
La ósmosis forzada es un proceso que tiene un fin similar al de la ósmosis inversa, pero no utiliza presión sino sales adecuadas para proporcionar la presión osmótica suficiente para el proceso. Es un proceso osmótico donde el gradiente de presión viene dado por la diferencia de concentraciones a lo largo de la membrana. Al igual que la ósmosis inversa también hace uso de membranas semipermeables para llevar a cabo el proceso. 
En los procesos de ósmosis forzada participan dos fluidos. El alimento, que es una disolución diluida que se desea concentrar y por otro lado, un agente osmótico el cual es una disolución de alta concentración en sales inorgánicas u orgánicas, que va a ofrecer una gran presión osmótica. Debido al fenómeno de la osmosis, de forma espontánea, aparece un flujo de agua desde la corriente de alimento hacia el agente osmótico. De esta forma la corriente de alimento se concentra y el agente osmótico se diluye.
En lo referente a las condiciones de operación, se deben optimizar los siguientes parámetros: los flujos de velocidad y las concentraciones de la solución de alimentación y del agente osmótico, la temperatura y el pH. Para poder obtener una recuperación alta de agua, se busca mejorar los flujos de la misma a través del incremento del coeficiente de transferéncia de masa y la reducción de la polarización de la concentración externa (ECP). Con respecto a las concentraciones, al producirse un aumento de la misma se produce un incremento en la diferencia de presiones, mejorándose la fuerza impulsora. Por tanto, se incrementa el flujo de agua. Asimismo, el pH va a afectar de forma significativa a ésta tecnología, ya que a un mayor pH se obtiene una mayor hidrofilidad, por lo que se mejora el flujo de agua. Y por último, el flujo de agua se va a ver afectado por aumentos de la temperatura. A partir de ése aumento, se reduce la viscosidad y se incrementa el coeficiente de difusión, lográndose acrecentar el flujo de esta agua.
Generalmente a nivel industrial el agente osmótico diluido no es desechado sino que a través de un sistema de regeneración es reconcentrado extrayendo el exceso de agua proveniente de la etapa de osmosis forzada, de esta manera el agente osmótico puede ser reutilizado. Ejemplos de sistemas de regeneración puede ser la evaporación térmica o la osmosis inversa.
La ósmosis forzada es un sistema alternativo al ósmosis inversa. Se utilizan sales que se pueden eliminar fácilmente con el calor, como carbonato amónico, o que no afectan negativamente al producto resultante, como el agua glucosada al potabilizar agua salada.
Aparte del ahorro energético, la ósmosis forzada puede ser más eficaz porque puede llegar a dejar sal sólida como subproducto en vez de salmuera.
La osmosis es un campo que ha ido creciendo en los últimos años habiendo un mayor número de publicaciones de artículos científicos. Sin embargo, ésta tecnología dispone de algunos pocos inconvenientes los cuales se muestran más adelante.

## Membranas
Con respecto a las membranas su rendimiento depende de los módulos de las membranas y de sus características. En cuánto a los módulos, se pueden diferenciar varios tipos: la fibra hueca, la lámina plana, el enrollado en espiral y el tubo grande. De ellos, los más usados actualmente son la lámina plana por su capacidad para tratar corrientes residuales de agua con una alta concentración de contaminantes o con una alta viscosidad. Por otro lado, para realizar la desalinización del agua de mar se puede emplear la membrana de fibra hueca.
Asimismo, el rendimiento de la osmosis directa vendrá afectado por las características de la membrana. De ellas, las más adecuadas sería trabajar con una alta permeabilidad del agua así como la retención del soluto, una adecuada estabilidad química y fuerza mecánica, y por último una polarización de baja concentración.
Por otro lado, se conocen diferentes métodos de fabricación de éstas membranas como la inversión de fase, la polimerización interfacial, electrospinning y la deposición capa a capa.
Actualmente, se comercializan dos tipos de membranas: la membrana a base de acetato de celulosa/triacetato de celulosa (CA-TCA) y las membranas compuestas de película fina (TFC).

## Ventajas de la ósmosis forzada
- Se puede trabajar con ella a presiones reducidas.
- Genera un gran ahorro energético.
- Presenta una excelente tolerancia a las membranas del cloro.
- El coste en su uso es más bajo.
- Larga vida útil.
- Capacidad de tartar soluciones de alimento de composición más compleja.

La larga vida útil de los sistemas de ósmosis forzada se debe a que en comparación con la ósmosis inversa la obstrucción de las membranas es mucho menor. Esto se debe a que en la ósmosis forzada no existe una presión hidrostática que compacta las diferentes impurezas sobre la membrana, sino que estas se encuentran en suspensión en el líquido.
La menor tendencia a la obstrucción de la membrana en el caso de ósmosis forzada también permite que las disoluciones alimento puedan tener composiciones más complejas, en el caso de la ósmosis inversa el alimento ha de ser pretratado con otros sistemas de filtración para eliminar las impurezas de tamaños más grandes ya que estas obstruyen rápidamente las membranas.

## Inconvenientes de la ósmosis forzada
El principal inconveniente de la ósmosis directa es el ensuciamiento de la membrana. En ella, los contaminantes se depositan en la superficie de la misma. Para poder reducir la deposición, hay que orientar la membrana de la manera más óptima posible así como modificar las condiciones de la alimentación y del agente osmótico siempre que las condiciones del proceso lo permitan. 
Asimismo, existe la posibilidad de que la membrana llegue a cargarse negativamente durante su operación. Si la solución utilizada contiene iones, los cationes pueden verse atraídos por la carga negativa de la membrana, habiendo una acumulación de partículas en la superficie. Como consecuencia, el caudal de permeado se vería disminuido a lo largo del tiempo. Para poder evitarlo, se debería modificar los mismos parámetros que en el caso del ensuciamiento de la membrana, es decir, modificar la orientación de la membrana así como las condiciones hidrodinámicas.
Otras limitaciones que tiene esta tecnología es, en algunos procesos, la difícil separación de ciertos compuestos y la regeneración del agente osmótico.

## Aplicaciones posibles
La ósmosis forzada se puede usar en varios tipos de aplicaciones, ya sea en tratamiento de aguas marinas y salmueras, así como sales minerales y metales. Las más destacadas son como alternativa para la reducción del consumo de energía, sistema de vertido cero, en problemas de escasez o en la implantación de un sistema de vertido cero.
Un caso claro de utilidad de este proceso es en las bebidas de emergencia. En estas situaciones en general no se dispone de demasiados recursos para purificar agua. Los kits de bebidas de emergencia contienen un agente osmótico que suele ser una combinación de azúcares y una membrana semipermeable. El agua que se desee purificar, bien sea agua superficial que puede contener patógenos o contaminantes, agua de mar o incluso orina, se pone en contacto con el agente osmótico a través de la membrana semipermeable, de esta forma se rechazan todos aquellos componentes distintos al agua. Como el proceso es espontáneo simplemente hay que esperar un cierto tiempo a que el agua pase de alimento al agente osmótico. Sin embargo, como en este proceso sólo se lleva a cabo mediante difusión, puede llegar a tardar de 3 a 4 horas obteniéndose unos 355mL de solución. Finalmente, el agente osmótico se transforma en una disolución de agua y azúcares que aparte de hidratar también nutre.
Otra posible posible aplicación es la  producción de energía renovable, que en este caso se puede extraer dondequiera que se encuentren dos corrientes de diferente salinidad o potencial químico. PRO (Pressure-Retarded Osmosis) es un método que se puede utilizar para aprovechar esta energía. 
El agua dulce se bombea hacia un módulo PRO que contiene membranas, en principio, similares a las membranas semipermeables de ósmosis forzada habituales. El agua dulce fluye en un lado de la membrana y difunde a través de la membrana hacia el lado presurizado de la membrana lleno de agua de mar. El agua de mar diluida y presurizada luego se divide en dos corrientes; una se despresuriza en una turbina para generar energía y la segunda pasa a través de un intercambiador de presión para ayudar a presurizar el agua de mar entrante. Los dos componentes clave de una instalación PRO son el intercambiador de presión y la membrana.
La energía generada por PRO a partir del agua de mar tiene ciertas características que la hacen muy atractiva. Es un recurso grande y no explotado; es renovable; su uso tiene un impacto ambiental mínimo; y en comparación con otras fuentes potenciales de energía del océano, su densidad (es decir, capacidad de potencia por tamaño físico) es alta.
Las estimaciones sugieren que el potencial de producción de energía global a partir de gradientes de salinidad está en el orden de los 2000 TWh por año. El desarrollo y el éxito futuro de PRO para la generación de energía tendrán, a su vez, una gran influencia en el éxito de ósmosis forzada para el tratamiento de agua y desalinización.

## Agente osmótico
El agente osmótico debe ser seleccionado cuidadosamente para que este ofrezca altas presiones osmóticas ya que éste agente proporciona la fuerza impulsora para el proceso de ósmosis directa, afectando a la eficiencia de separación del proceso. Existen estudios que analizan la presión osmótica tanto de compuesto inorgánicos como orgánicos. La selección el agente osmótico también es importante debido al flujo de solutos que puede existir a través de la membrana. Idealmente en una membrana semipermeable únicamente el agua debería poder atravesarla, pero debido a fenómenos de difusión una cantidad, generalmente pequeña, de soluto puede atravesar la membrana. Debido a esto los agentes osmóticos no pueden ser tóxicos ya que puede existir paso de cierta cantidad del mismo hacia la corriente de alimento. Las propiedades generales que un agente osmótico debe tener son:
- No tóxico
- Bajo coste
- Fácil regeneración
- Alta presión osmótica a concentraciones bajas
- Alta solubilidad
- Baja viscosidad
- Baja difusión
- Estabilidad frente a contaminación por difusión de componentes de la corriente de alimento
- Reducido efecto de polarización de la concentración.

Hay diferentes tipos de agentes osmóticos dependiendo de las propiedades químicas que tengan como los componentes gaseosos y volátiles, inorgánicos, orgánicos o nanomateriales funcionalizados. El agente osmótico más usado actualmente es la sal monovalente o multivalente ya que proporciona altas presiones osmóticas, baja viscosidad y coste.